# London Critics’ Circle
Der London Critics’ Circle (kurz LCC) wurde 1907 gegründet. Seine Hauptaufgabe ist die kritische Betrachtung von Leistungen in den Bereichen Tanz, Theater, Film und Musik. In diesen vier Kategorien werden/wurden seit den 1980ern jährlich Preise verliehen. Die wichtigsten sind die London Critics’ Circle Film Awards (ALFS Awards). Seit 1916 sind auch Frauen in der Kritikerorganisation zugelassen.
Heutige LCC-Präsidentin ist Marianne Gray, Vizepräsident ist Charles Spencer.